# Туман

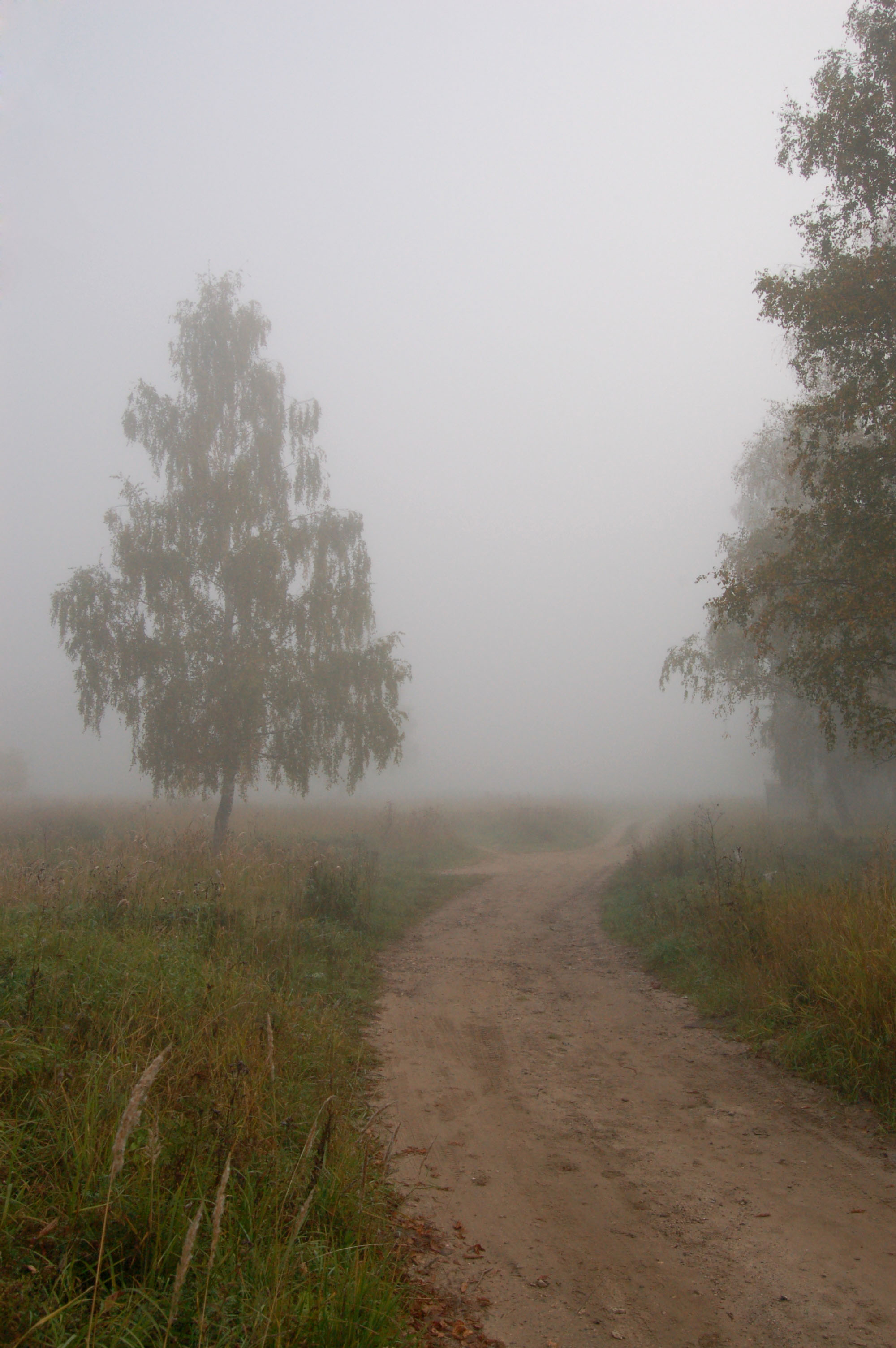
Просёлочная дорога в тумане (Подмосковье, Наро-Фоминск)

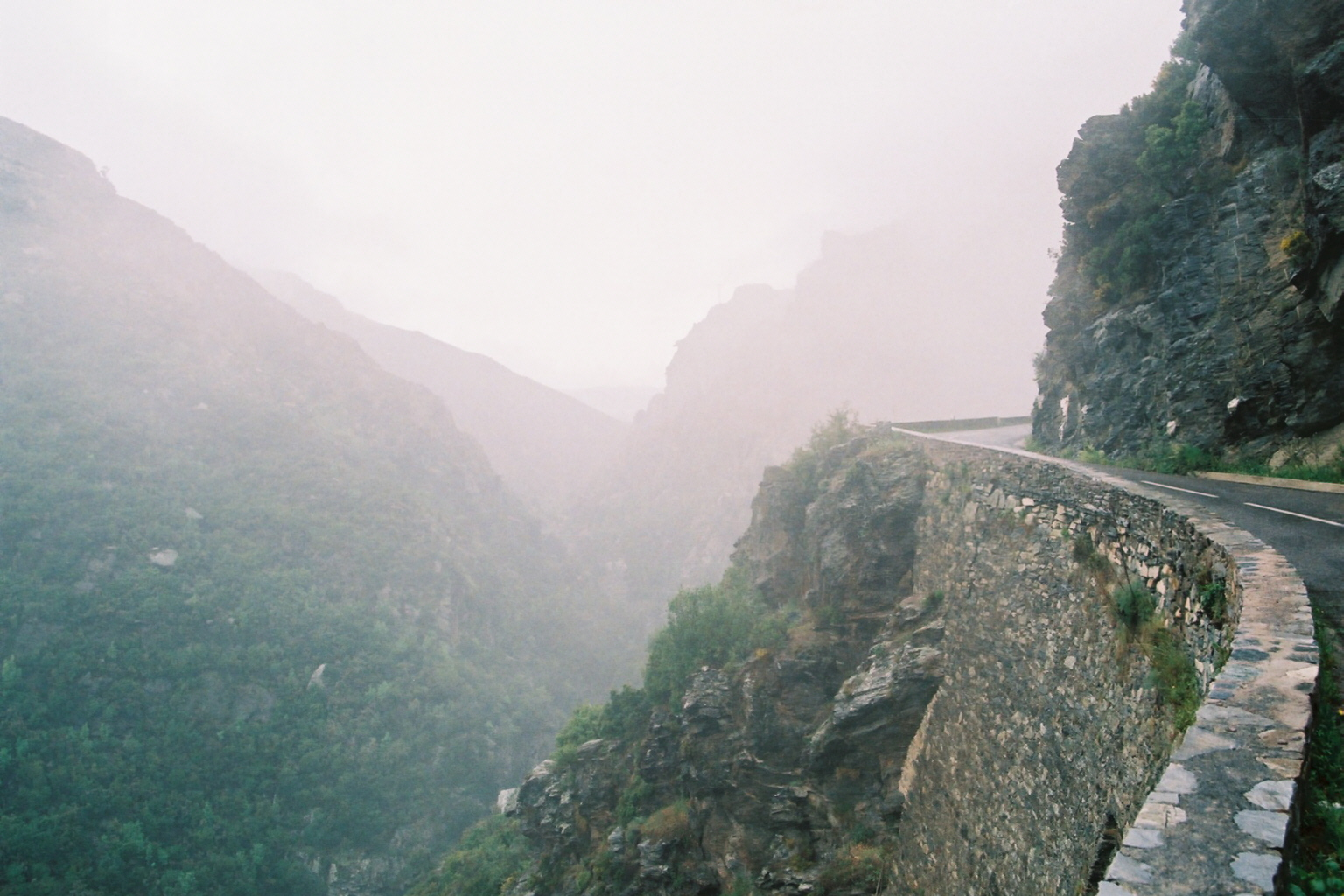
Горная дорога в тумане (Корсика)

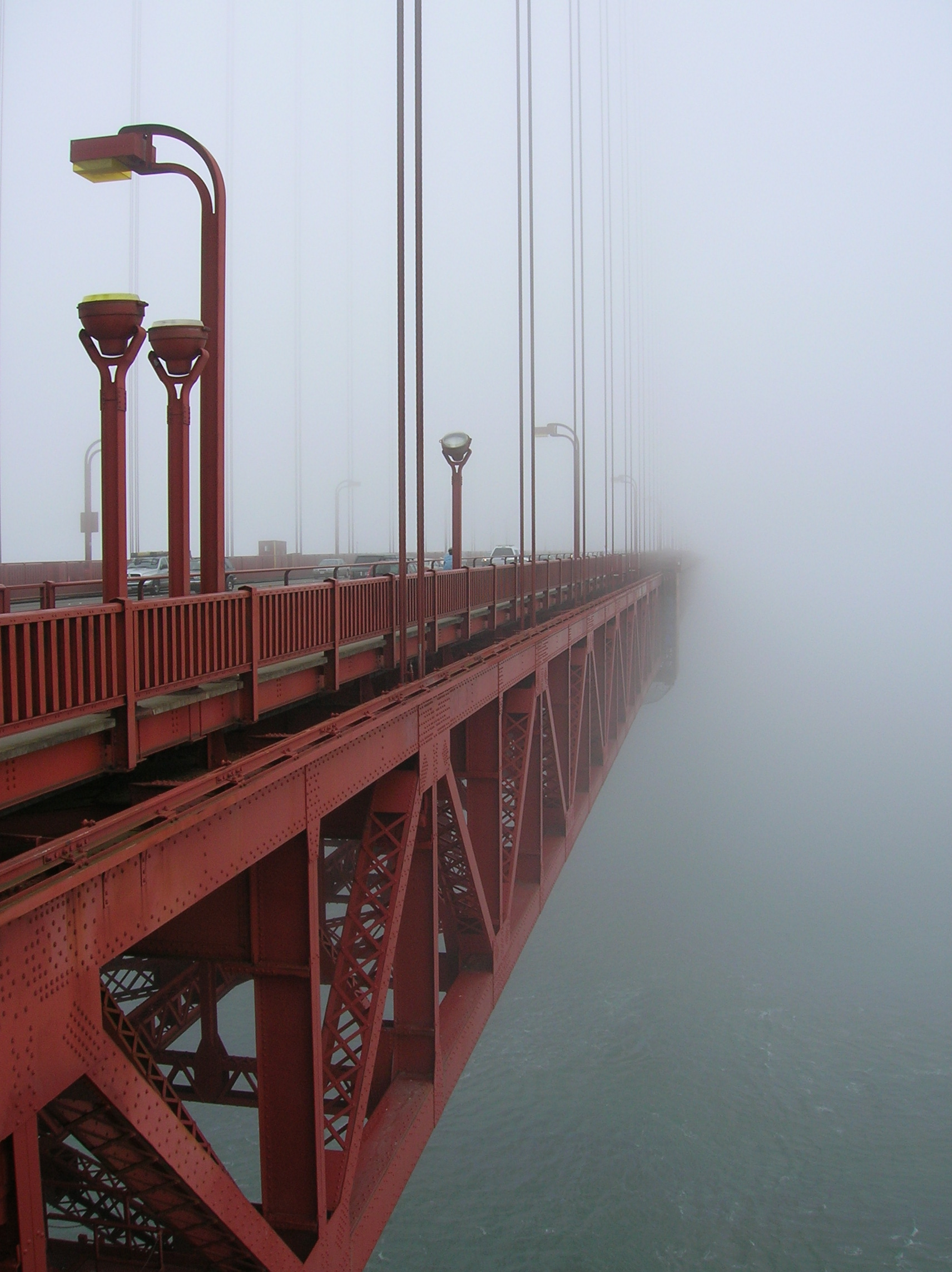
Туман в Сан-Франциско (Золотые Ворота)

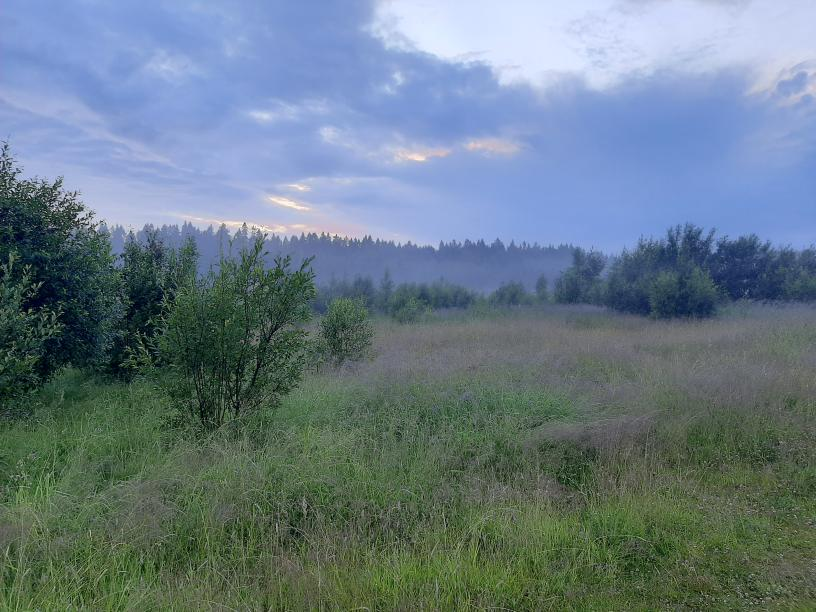
Туман в Карелии после дождя летом (июль 2022 года)

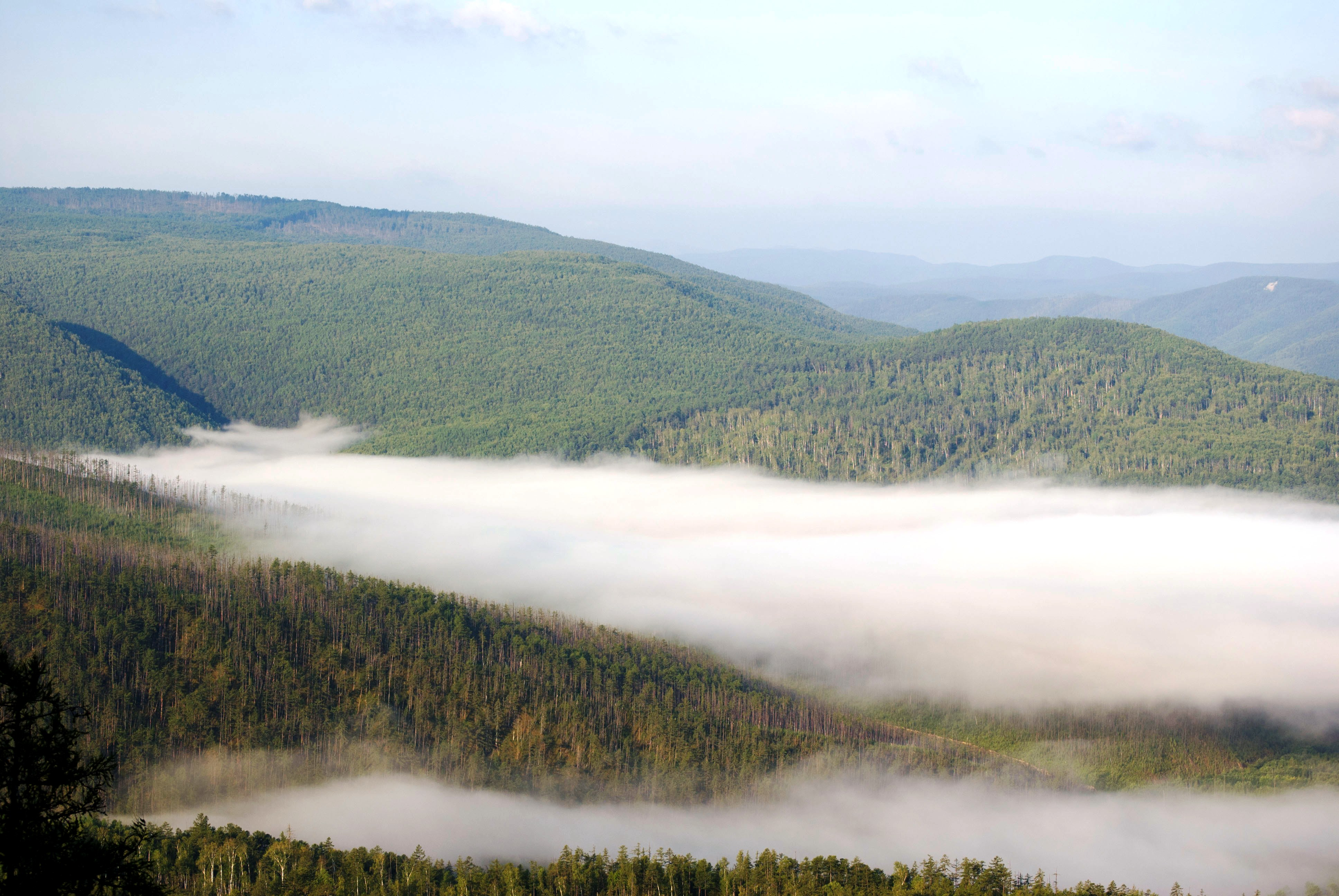
Низовый утренний туман в распадках гор хребта Сихотэ-Алинь, Дальний Восток. Видно, как с прогревом воздуха туман начал подниматься.

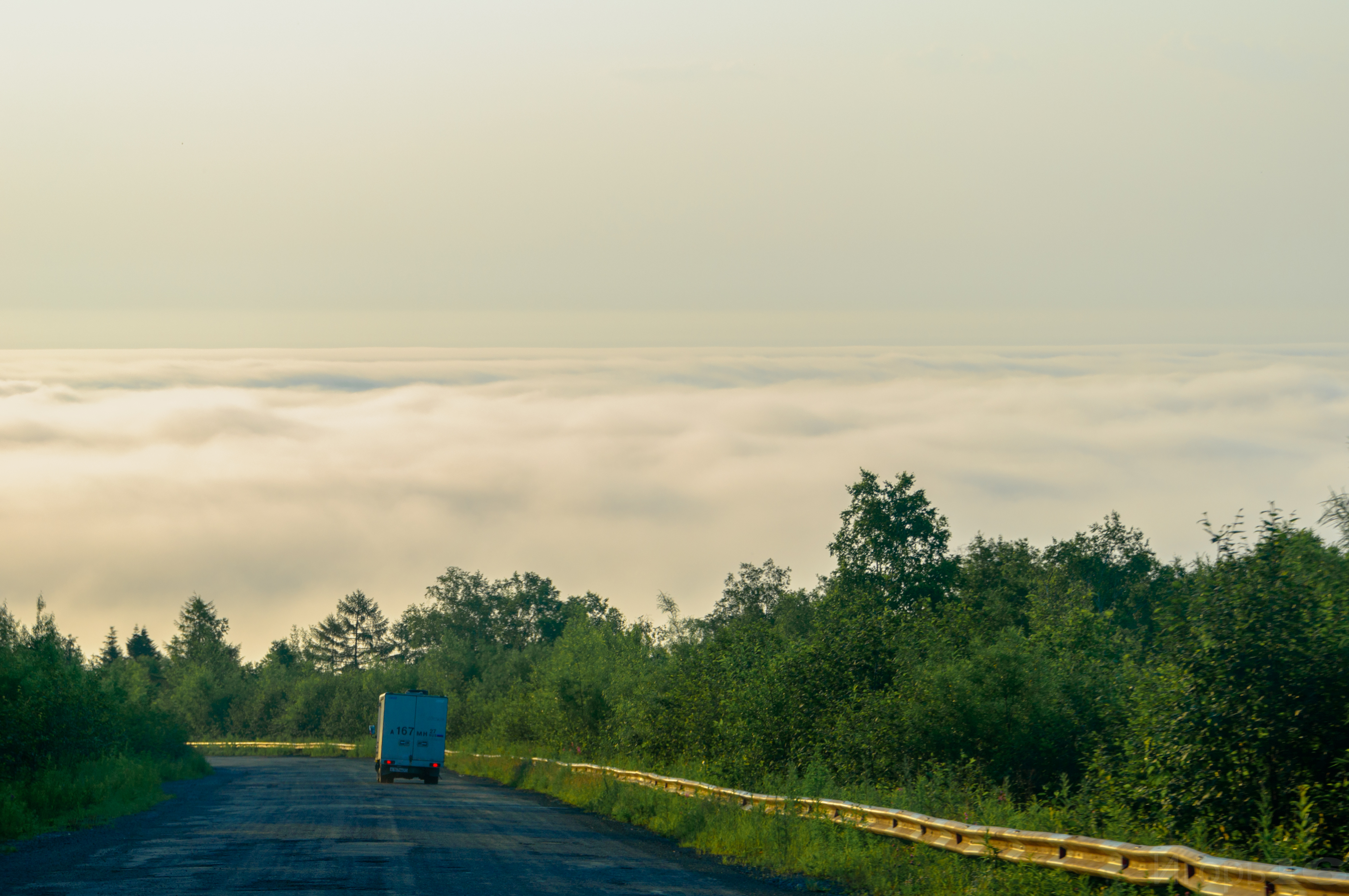
Прибрежный ночной туман с Японского моря (Татарского пролива). Фото сделано очень ранним утром с сопки, с высоты около 300 метров.

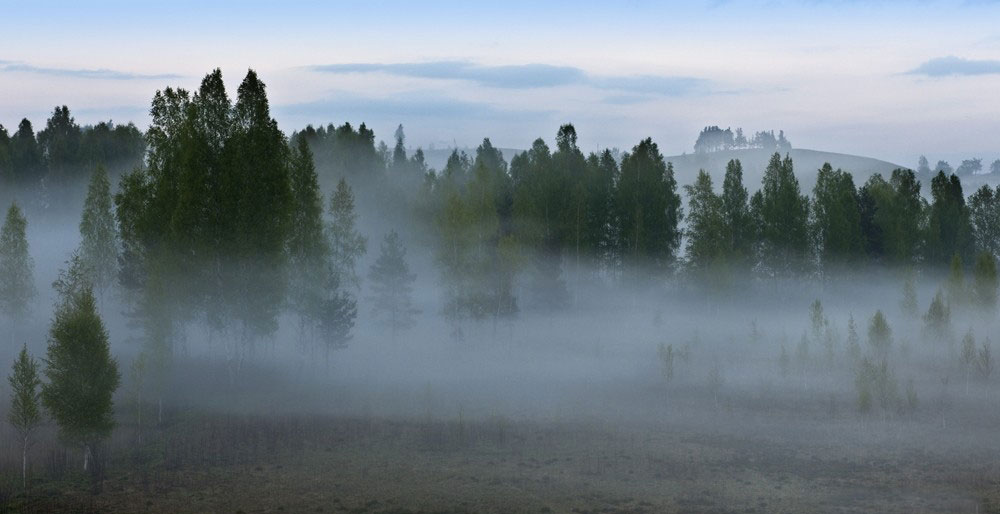
Туман в Изборской долине (Псковская область)

Тума́н — атмосферное явление — скопление воды в воздухе, образованное мельчайшими частицами воды (при температуре воздуха выше −10 °C — капли воды, от −10 до −15 °C — смесь капель воды и кристаллов льда, при температуре ниже −15 °C — кристаллы льда, сверкающие в солнечных лучах или в свете луны и фонарей).
Согласно терминам и определениям рекомендации по межгосударственной стандартизации 75-2014, «туман есть взвесь очень мелких капель жидкой воды в газе, уменьшающая его прозрачность, а изморозь — взвесь очень мелких кристаллов льда (снега) в газе, уменьшающая его прозрачность».

## Этимология
Слово «туман» было заимствовано из тюркских языков — в них оно часто используется сегодня в том же значении (ср. узбекское tuman «туман», турецкое duman «дым» и т. п.). Также не исключено происхождение слова от индоевропейского корня (с перегласовкой), что и тьма (др.-инд. támas «мрак», латинское tenebrae «мрак»).

## Общие сведения
Относительная влажность воздуха при туманах обычно близка к 100 % (по крайней мере, превышает 85—90 %). В сильные морозы (−30 °C и ниже), однако, в населённых пунктах, на железнодорожных станциях и аэродромах так называемые «морозные туманы» могут наблюдаться при любой относительной влажности воздуха (даже менее 50 %) — за счёт конденсации водяного пара, образующегося при сгорании топлива (в двигателях, печах и т. п.) и выбрасываемого в атмосферу через выхлопные трубы и дымоходы.
Непрерывная продолжительность туманов составляет обычно от нескольких часов (а иногда полчаса-час) до нескольких суток, особенно в холодный период года.
Туманы препятствуют нормальной работе всех видов транспорта (особенно авиации), поэтому прогноз туманов имеет важное практическое значение.
Искусственное создание туманов используется при научных исследованиях, в химической промышленности, теплотехнике, борьбе с вредителями растений и других областях.
Туман можно отнести к коллоидным растворам, поскольку его можно считать аэрозолем с жидким основанием.

## Разновидности туманов
На метеостанциях отмечают следующие виды тумана:
- Позёмный — туман, низко стелющийся над земной поверхностью (или водоёмом) сплошным тонким слоем или в виде отдельных клочьев, так что в слое тумана горизонтальная видимость составляет менее 1000 метров, а на уровне двух метров — превышает 1000 метров (обычно составляет, как при дымке, от 1 до 9 км, а иногда — 10 км и более). Наблюдается, как правило, в вечерние, ночные и утренние часы. Отдельно отмечается позёмный ледяной туман, наблюдаемый при температуре воздуха ниже −10..−15 °C и состоящий из кристалликов льда, сверкающих в солнечных лучах или в свете луны и фонарей.
- Просвечивающий — туман с горизонтальной видимостью на уровне двух метров менее 1000 метров (обычно она составляет несколько сотен метров, а в ряде случаев — снижается даже до нескольких десятков метров), слабо развитый по вертикали, так что возможно определить состояние неба (количество и форму облаков). Чаще наблюдается вечером, ночью и утром, но может наблюдаться и днём, особенно в холодное полугодие при повышении температуры воздуха. Отдельно отмечается просвечивающий ледяной туман, наблюдаемый при температуре воздуха ниже −10..−15 °C и состоящий из кристалликов льда, сверкающих в солнечных лучах или в свете луны и фонарей.
- Туман — сплошной туман с горизонтальной видимостью на уровне двух метров менее 1000 метров (обычно она составляет несколько сотен метров, а в ряде случаев — снижается даже до нескольких десятков метров), достаточно развитый по вертикали, так что невозможно определить состояние неба (количество и форму облаков). Чаще наблюдается вечером, ночью и утром, но может наблюдаться и днём, особенно в холодное полугодие при повышении температуры воздуха. Отдельно отмечается ледяной туман, наблюдаемый при температуре воздуха ниже −10..−15 °C и состоящий из кристалликов льда, сверкающих в солнечных лучах или в свете луны и фонарей.

## Классификация
По способу возникновения туманы делятся на два вида:
- туманы охлаждения — образуются из-за конденсации водяного пара при охлаждении воздуха ниже точки росы;
- туманы испарения — испарения с более тёплой испаряющей поверхности в холодный воздух над водоёмами и влажными участками суши.

Кроме того, туманы различаются по синоптическим условиям образования:
- внутримассовые — формирующиеся в однородных воздушных массах;
- фронтальные — образующиеся на границах атмосферных фронтов.

Дымка — очень слабый туман, при котором дальность видимости составляет несколько километров. В практике метеорологического прогнозирования считается, что при дымке видимость превышает/равняется 1000 метрам, но менее 10 км, а при тумане видимость — менее 1000 метров. Сильным туман считается при видимости менее или равной 200 метрам.

### Внутримассовые туманы
Внутримассовые туманы преобладают в природе и, как правило, являются туманами охлаждения. Их также принято разделять на несколько типов:
- Радиационные туманы — туманы, появляющиеся в результате радиационного охлаждения земной поверхности и массы влажного приземного воздуха до точки росы. Обычно радиационный туман возникает ночью в условиях антициклона при безоблачной погоде и лёгком бризе. Часто радиационный туман возникает в условиях температурной инверсии, препятствующей подъёму воздушной массы. После восхода солнца радиационные туманы обычно быстро рассеиваются, однако в холодное время года в устойчивых антициклонах они могут сохраняться и днём, иногда — много суток подряд. В промышленных районах может возникнуть крайняя форма радиационного тумана — смог.
- Адвективные туманы, образующиеся вследствие охлаждения тёплого влажного воздуха при его движении над более холодной поверхностью суши или воды. Их интенсивность зависит от разности температур между воздухом и подстилающей поверхностью и от влагосодержания воздуха. Эти туманы могут развиваться как над морем, так и над сушей, охватывая огромные пространства, в отдельных случаях — до сотен тысяч км². Адвективные туманы обычно бывают при пасмурной погоде и чаще всего в тёплых секторах циклонов. Они более устойчивы, чем радиационные, и часто не рассеиваются днём.
  - Морской туман — адвективный туман, возникающий над морем в ходе переноса холодного воздуха на тёплую воду. Такой туман является туманом испарения. Туманы такого типа часты, например, в Арктике, когда воздух попадает с ледового покрова на открытую поверхность моря.

### Фронтальные туманы
Фронтальные туманы образуются вблизи атмосферных фронтов и перемещаются вместе с ними. Насыщение воздуха водяным паром происходит вследствие испарения осадков, выпадающих в зоне фронта. Некоторую роль в усилении туманов перед фронтами играет наблюдающееся здесь падение атмосферного давления, создающее небольшое адиабатическое понижение температуры воздуха.

### Сухие туманы
К туманам в разговорной речи и в художественной литературе порой относят так называемые сухие туманы (помоха, мгла) — значительное ухудшение видимости за счёт дыма лесных, торфяных или степных пожаров, либо за счёт лёссовой пыли или части песка, поднимаемых и переносимых ветром иногда на значительные расстояния, а также за счёт выбросов промышленных предприятий.
Нередка и переходная ступень между сухими и влажными туманами. Такие туманы состоят из водяных частиц вместе с достаточно большими массами пыли, дыма и копоти. Это так называемые «грязные», «городские» туманы, являющиеся следствием присутствия в воздухе больших городов массы твёрдых частиц, выбрасываемых при топке дымовыми, а ещё в большей степени — фабричными трубами.

## Характеристики туманов
Показатель «водность тумана» используется для характеризации туманов и обозначает общую массу водяных капелек в единице объёма тумана. Водность туманов обычно не превышает 0,05—0,1 г/м³, но в отдельных плотных туманах может достигать 1—1,5 г/м³.
Кроме водности, на прозрачность тумана влияет размер частиц, его образующих. Радиус капель тумана обычно колеблется от 1 до 60 мкм. Большинство же капель имеет радиус 5—15 мкм при положительной температуре воздуха и 2—5 мкм при отрицательной температуре.

## Частота возникновения
Самое большое количество туманных дней на уровне моря — в среднем, более 120 в году — наблюдается на канадском острове Ньюфаундленде в Атлантическом океане.
В России лидером по частоте накрытия туманами является Дальний Восток — Сахалин, Курилы, Камчатка, побережье Хабаровского и Приморского краёв. В тёплое время года туманы приходят туда с моря и могут стоять по несколько суток подряд.
Среднегодовое число дней с туманом в некоторых городах России:
| Архангельск     | 27 | Астрахань  | 38 | Владивосток | 106 | Воронеж | 46 | Екатеринбург | 7  | Иркутск                  | 42 | Казань         | 26  | Калининград | 35 |
| Москва          | 8  | Мурманск   | 23 | Нарьян-Мар  | 37  | Омск    | 32 | Оренбург     | 20 | Петропавловск-Камчатский | 80 | Ростов-на-Дону | 50  | Самара      | 27 |
| Санкт-Петербург | 20 | Ставрополь | 62 | Сыктывкар   | 15  | Томск   | 18 | Хабаровск    | 21 | Ханты-Мансийск           | 15 | Южно-Курильск  | 124 | Якутск      | 60 |